# Platystylopterus
Platystylopterus – rodzaj ptaków z podrodziny kolibrów (Trochilinae) w rodzinie kolibrowatych (Trochilidae).

## Zasięg występowania
Rodzaj obejmuje gatunki występujące w Meksyku, Belize, Gwatemali, Salwadorze i Hondurasie.

## Morfologia
Długość ciała 12–14 cm; masa ciała samców 9–12,7 g, samic 5,9–8 g.

## Systematyka
Rodzaj zdefiniował w 1854 roku niemiecki botanik i zoolog Ludwig Reichenbach w artykule dotyczącym systematyki kolibrów opublikowanym w czasopiśmie poświęconym ornitologii „Journal für Ornithologie”. Gatunkiem typowym jest (oznaczenie monotypowe) klinosterek krzywodzioby (P. curvipennis). Jednak nazwa – Pampa – którą Reichenbach nadał nowemu taksonowi, okazała się młodszym homonimem rodzaju motyli opisanego w 1854 roku. Następną dostępną nazwą dla tego taksonu jest nazwa Platystylopterus nadana również przez Reichenbacha w 1854 roku w tym samym artykule co Pampa. Gatunkiem typowym jest (późniejsze oznaczenie) klinosterek rdzawy (P. rufus).

### Etymologia
- Pampa: epitet gatunkowy Ornismya pampa Lesson, 1832; francuska nazwa „Campyloptère Pampa” nadana klinosterkowi krzywodziobemu przez Lessona w 1832 roku, w błędnym przekonaniu, że ptak ten pochodzi z wnętrza La Platy (tj. pampa, formacja roślinna na równinach Argentyny, od keczua pampas ‘roślina’)[6]. Gatunek typowy: Pampa campyloptera Reichenbach, 1854 (= Trochilus curvipennis Deppe, 1830).
- Platystylopterus: gr. πλατυς platus ‘szeroki’; στυλος stulos ‘kolumna, słup’; -πτερος -pteros ‘-skrzydły’, od πτερον pteron ‘skrzydło’[7].
- Sphenoproctus: gr. σφην sphēn, σφηνος sphenos ‘klin’; πρωκτος prōktos ‘tył’[8].

### Podział systematyczny
Do rodzaju należą następujące gatunki:
- Platystylopterus curvipennis (Deppe, 1830) – klinosterek krzywodzioby
- Platystylopterus rufus (Lesson, 1840) – klinosterek rdzawy